# برنا لاچین
برنا لاچین (انگلیسی: Berna Laçin؛ زادهٔ ۲۰ اوت ۱۹۷۰) بازیگر، مجری تلویزیون اهل ترکیه است. وی از سال ۱۹۹۰ میلادی تاکنون مشغول فعالیت بوده‌است.